# 查普曼視星鯰
查普曼視星鯰（學名：Astroblepus chapmani）為輻鰭魚綱鯰形目視星鯰科的其中一種，為熱帶淡水魚，分布於南美洲馬格達萊納河流域，體常可達8公分，棲息在底層水域，生活習性不明。

## 扩展阅读
維基物種上的相關：查普曼視星鯰